# Il cliente (film 1994)
Il cliente (The Client) è un film del 1994 diretto da Joel Schumacher, tratto dall'omonimo romanzo di John Grisham.
La protagonista Susan Sarandon ottenne una candidatura agli Oscar alla miglior attrice per la sua interpretazione dell'avvocatessa Love che decide di difendere il giovanissimo Mark, interpretato dall'esordiente Brad Renfro, all'epoca dodicenne.

## Trama
L'undicenne Mark Sway e il suo fratellino, Ricky, stanno fumando sigarette nei boschi vicino a casa loro quando vedono un uomo che infila un tubo di gomma nel tubo di scappamento della propria vettura, ed entra nell’abitacolo: l’uomo si sta suicidando. Mark si avvicina alla vettura e butta via il tubo di gomma, per salvare l’uomo. Quando costui si accorge del gesto di Mark, esce furente dall’automobile per afferrare il ragazzino e portarselo nell'auto affinché muoia assieme a lui. Si tratta dell'avvocato della mafia W. Jerome Clifford, il quale dice a Mark che sta per uccidersi per evitare di essere assassinato da Barry "La Lama" Muldano, il nipote del famigerato boss della mafia Johnny Sulari. Mark riesce a scappare dalla vettura, Clifford lo insegue ma, non trovandolo, decide di spararsi in bocca con la propria calibro 38.
Ricky diventa catatonico dopo aver assistito al suicidio ed è ricoverato al Saint Peter Charity Hospital. Le autorità - e la folla - si rendono conto che Clifford probabilmente ha detto a Mark dove è sepolto il senatore della Louisiana Boyd Boyette, assassinato da Muldano.
Mark incontra Regina "Reggie" Love, avvocato e alcolista in via di riabilitazione, che accetta di rappresentarlo. Si scontrano rapidamente con il "reverendo" Roy Foltrigg, un celebre e vanitoso procuratore degli Stati Uniti che sta usando il caso come trampolino di lancio per le sue ambizioni politiche. Nel frattempo, viene rivelato che Sulari non ha mai autorizzato Muldano a uccidere il senatore e vuole che Muldano scopra quanto sanno i ragazzi. A Muldano viene anche ordinato di spostare il corpo, ma non è in grado di farlo perché è sepolto nella rimessa delle barche di Clifford e la polizia è ancora nella proprietà per indagare sul suo suicidio.
Foltrigg continua a usare mezzi legali per fare pressioni su Mark affinché riveli dove è nascosto il corpo, mentre Sulari ordina a Muldano di uccidere i bambini e Reggie. Ordina anche che il corpo venga spostato una volta concluse le indagini a casa di Clifford. Mark viene minacciato in un ascensore dell'ospedale dal membro della mafia Paul Gronke che minaccia di ucciderlo se parlerà con Foltrigg.
Mark e Reggie vanno a New Orleans per confermare che il corpo si trova nella proprietà di Clifford. Reggie intende utilizzare queste informazioni per negoziare un accordo con Foltrigg per ottenere cure mediche specializzate per Ricky e inserire la famiglia nel programma di protezione dei testimoni. Reggie e Mark arrivano a casa di Clifford la stessa notte di Muldano e dei suoi complici. Stanno dissotterrando il corpo, ma ne consegue uno scontro quando Mark e Reggie vengono scoperti. Muldano e gli altri fuggono dopo che Reggie fa scattare l'allarme dei vicini.
Foltrigg accetta le richieste di Reggie in cambio di informazioni sulla posizione del corpo. Prima che la famiglia Sway se ne vada per ricominciare la propria vita con nuove identità, Mark e Reggie si scambiano un sincero addio. Mentre Muldano si arrabbia con i suoi compagni membri della mafia per aver sbagliato, Sulari si stufa di Muldano e lo condanna ad essere ucciso. Con il corpo recuperato, Foltrigg ottiene l’esclusiva sui titoli dei media che ha sempre desiderato, e afferma che intende candidarsi a governatore. Vorrebbe Reggie nel suo staff subito dopo la sua nomina a governatore riconoscendone la bravura e professionalità, ma lei cortesemente declina.

## Produzione
Le riprese del film si sono svolte tra Louisiana, Tennessee e Mississippi.
Per il ruolo di Mark lo scrittore John Grisham non voleva nessun attore professionista, in modo che la storia fosse più credibile. La scelta cadde sull'esordiente Brad Renfro.

## Distribuzione
Negli Stati Uniti è uscito nelle sale cinematografiche il 20 luglio 1994. In Italia, invece, è uscito il 9 agosto dello stesso anno.

### Doppiaggio italiano
La direzione del doppiaggio è di Manlio De Angelis e i dialoghi italiani sono curati da Elettra Caporello, per conto della C.D.C. La sonorizzazione, invece, venne affidata alla International Recording spa.

## Riconoscimenti
- 1995 - Premio Oscar
  - Candidatura alla Miglior attrice protagonista a Susan Sarandon
- 1995 - British Academy Film Awards
  - Miglior attrice protagonista a Susan Sarandon
- 1995 - Screen Actors Guild Award
  - Candidatura alla Miglior attrice protagonista a Susan Sarandon